# Marimba Internacionales Conejos
Marimba Internacionales Conejos es un grupo musical de Guatemala. Inicialmente el conjunto marimbístico fue formado por una sola marimba pequeña llamada Tenor y ejecutada por solo tres personas, conocida como «Marimba Pura», pero en sus más de cien años de trayectoria musical ha evolucionado hasta incluir la marimba policromática, instrumentos de viento y teclados digitales.

## Historia
En el año 1885 el compositor Manuel De Los Reyes Orozco —originario de San Pedro Sacatepéquez, Guatemala— organizó un grupo musical de marimba y contrabajo con sus hijos Alejandro Fidel, Felipe Cornelio y Brígido Orozco Godínez.  Mientras que Manuel De Los Reyes Orozco tocaba el contrabajo, sus hijos interpretaban la marimba, Alejandro Fidel el tiple, Felipe Cornelio al centro, y Brígido Orozco el bajo. La agrupación fue exitosa y muy solicitada en algunas ciudades  en esa época.
En los primeros años interpretaba melodía de estilo «Marimba Pura» —es decir, sones tradicionales guatemaltecos—. Con el transcurso del tiempo Alejandro Fidel Orozco llegó a convertirse en un destacado compositor musical y segundo director de la agrupación, con lo que esta empezó a interpretar melodías suyas, entre las que destacaron: Suspiros de Olga, Oír Andando, Neptuno, Lejos de Mi Tierra, La Chirimía, Bailar Llorando y Alma Shecana.
Entre 1950 y 1955, Internacionales Conejos se convirtió en Marimba Orquesta gracias a los hermanos J. Rufino Orozco y Rubén Orozco, hijos del compositor y segundo director: Alejandro Fidel Orozco, convirtiéndose en una organización musical completa de gran prestigio en toda la República de Guatemala. En 1955 fueron invitados a una presentación en Chiapas, México, dando inicio a su carrera internacional, que los ha llevado a Centroamérica, el sur de México y numerosos lugares de los Estados Unidos.
El nombre de "internacionales" no surgió hasta 1981, cuando Ulises Vázquez lanzó el grito de "¡Internacionales Conejos!" en plena grabación. El grupo decidió adoptarlo como nuevo nombre.
En 1985, J. Rufino Orozco López —quien hasta entonces fungía como el tercer director del conjunto marimbístico— se retiró, dejando la responsabilidad a Rubén Orozco López. En 1986 incorporaron jóvenes al grupo musical y en 1990 Rubén Orozco López transfirió la dirección a su hijo Wuerner Orozco.
En 1991, Internacionales Conejos fue ganador del Disco de Oro por sus altas vendas. El galardón fue otorgado por la discográfica Fónica, bajo la dirección musical de Wuerner Orozco. 
En el año 2000, el grupo se integró al elenco artístico de la discográfica Difosa, grabando su primer disco compacto El Son Folklore de Guatemala vol. 2. En 2005, Difosa entregó el premio "Hunt Batz, el Dios Maya de la Música" al grupo por sus altas ventas y en conmemoración de sus más de 100 años en activo.
En 2006, Internacionales Conejos grabó sus primeros videoclips en formato DVD llamados Internacionales Conejos en Vivo y El Súper Baile en Vivo.
En 2009 se celebró el 125 Aniversario del grupo en su ciudad de origen San Pedro Sacatepéquez, Guatemala, donde fueron nombrados "Embajadores de la buena nutrición" de Save The Children. A finales de ese mismo año falleció Rubén Orozco, quien fue el propietario del grupo durante más de 50 años.
En la actualidad, Internacionales Conejos se encuentra bajo la dirección musical de Wuerner Orozco, hijo de la administradora y propietaria del conjunto musical Antonia Orozco.
El día 3 de agosto de 2024, su vocalista principal Ulises Vásquez "Mazo" falleció a sus 68 años de edad sin saber las causas de su desceso.

## Premios
- 1991: Disco de Oro entregado por la casa grabadora FONICA.
- 2005: Premio «Hunt Batz» —El dios Maya de la música— entregado por DIFOSA por sus 100 Años de vida artística y sus altas ventas.

## Discografía
- 1999: El Son Folklore de Guatemala Vol. 2
- 2003: Éxitos
- 2001: Mosaico 2001
- 2002: El Son Folklore de Guatemala Vol. 9
- 2002: Mosaico 2002
- 2003: El Súper Baile 2004
- 2004: Tradición de 100 años en Marimba Pura
- 2004: El Súper Baile Vol. 2
- 2005: El Súper Baile Vol. 3
- 2006: El Súper Baile Vol. 4
- 2007: El Súper Baile Vol. 5
- 2008: El Súper Baile Vol. 6
- 2009: Norti-Éxitos
- 2009: 125 Años de Trayectoria Musical
- 2010: El más Chingón
- 2011: Fiesta Conejera
- 2012: El Chingonazo
- 2012: Teclas de Tradición
- 2013: El Son Folklore de Guatemala Vol. 17
- 2013: Otro Chingonazo
- 2014: Chingonazos 5
- 2015: Bailazo Navideño
- 2016: Chingonazo 6
- 2017: Chingonazo 7
- 2019: Super Conejeando
- 2020: Como Tu
- 2022: El Conejo Loco
- 2023: ¡Y que fuerza!

## Videografía
- 2005: En Vivo
- 2006: El Súper Baile en Vivo
- 2007: En Vivo Desde El Quiche
- 2008: Sigue la Fiesta
- 2009: Vive Nuestra Música
- 2009: 125 Aniversario
- 2011: Bailando y Paseando
- 2012: En la Costa Sur
- 2013: 129 Aniversario
- 2014: El Gran Bailazo Del Año Celebrando 130 Años
- 2015: 131 Aniversario
- 2016: Fiestón 132 Aniversario